# Martin Hinrich Carl Lichtenstein
Martin Hinrich Carl Lichtenstein (Hamburg, 1780. január 10. – Balti-tenger, 1857. szeptember 2.) német orvos, felfedező, botanikus és zoológus. Zoológiai szakmunkákban nevének rövidítése: „Lichtenstein”. vagy M. H. K. Lichtenstein. Botanikai szakmunkákban nevének rövidítése: „Licht.”. Egyéb megnevezései Martin Lichtenstein és Hinrich Lichtenstein.

## Élete és munkássága
Martin Hinrich Carl Lichtenstein Hamburgban született Anton August Heinrich Lichtenstein német zoológus fiaként. A Jena Egyetemen és a Helmstedt Egyetemen orvosnak tanult. 1802 és 1806 között Dél-Afrikában élt, mint a Jóreménység foka kormányzójának személyes orvosaként. 1811-ben kiadta „Reisen im südlichen Afrika : in den Jahren 1803, 1804, 1805, und 1806” című művét. A nagy sikerű természettudományi könyv következtében, még ugyanabban az évben kinevezték a Humboldt Egyetem zoológiai professzorának és 1813-ban a Berlini Természettudományi Múzeum igazgatójának. 1829-ben a svédek megválasztották Svéd Királyi Tudományos Akadémia tagjának. A Korsør és Kiel közti hajóúton agyi érkatasztrófát kapott és még a gőzösön meghalt.
1818-ban a Leopoldina Német Természettudományos Akadémia tagjává választották.

## Művei
- Reisen im südlichen Afrika. 1803–1806. Mit einer Einführung von Wahrhold Drascher. 1811. 2 Bände (Neudruck: Brockhaus Antiquarium, Stuttgart 1967).[9]
- Nachrichten von Teneriffa. Ein Fragment aus dem Tagebuche des Hrn. Dr. Lichtenstein auf der Reise von Amsterdam nach dem Vorgebirge der guten Hofnung 1802. Industrie-Comptoirs, Weimar 1806
- Über die Beetjuanas. Als Nachtrag und Berichtigung zu Barrows Auszug aus Trüters Tagebuch einer Reise zu den Buschwanas. Vom Hrn. Dr. Hinrich Lichtenstein. Industrie-Comptoirs, Weimar 1807
- Darstellung neuer oder wenig bekannter Säugethiere in Abbildungen und Beschreibungen von 65 Arten auf 50 colorirten Steindrucktafeln, nach den Originalen des Zoologischen Museums der Universität Berlin. Lüderitz, Berlin 1827/34.
- Zur Geschichte der Sing-Akademie in Berlin. Nebst einer Nachricht über das Fest am funfzigsten Jahrestage Ihrer Stiftung und einem alphabetischen Verzeichniss aller Personen, die ihr als Mitglieder angehört haben. Verlag Trautwein, Berlin 1843.
- Lichtenstein, M.H.C. 1819. Die Werke von Marcgrave und Piso über die Naturgeschichte Brasiliens, erläutert aus den wieder aufgefundenen Original-Abbildungen. Abhandlungen der physikalischen Klasse der Königlich-Preussischen Akademie der Wissenschaften. Berlin. 1816–1817: 155–178 BHL Reference page.
- Lichtenstein, M.H.C. 1820. Die Gattung Dendrocolaptes. Abhandlungen der physikalischen Klasse der Königlich-Preussischen Akademie der Wissenschaften. Berlin. 1818–1819: 197–210 BHL Reference page.
- Lichtenstein, M.H.C. 1822. Die Gattung Dendrocolaptes (Fortsetzung). Abhandlungen der physikalischen Klasse der Königlich-Preussischen Akademie der Wissenschaften. Berlin. 1820–1821: 255–266 BHL Reference page.
- Lichtenstein, M.H.C. 1822. Die Werke von Marcgrave und Piso Über die Naturgeschichte Brasiliens, erläutert aus den wieder aufgefundenen Original-Abbildungen. Abhandlungen der Königlichen Akademie der Wissenschaften zu Berlin, 1820-21: 267–288. Reference page.
- Lichtenstein, M.H.C. 1823. Verzeichniss der Doubletten des zoologischen Museums der Königl. Universität zu Berlin nebst Beschreibung vieler bisher unbekannter Arten von Säugethieren, Vögeln, Amphibien und Fischen. 118 pp. Königl. Preuss. Akad. Wiss./ T. Trautwein, Berlin. BHL DOI: 10.5962/bhl.title.40281 Reference page.
- Lichtenstein, H. & E.v. Martens. 1856. Nomenclator Reptilium et Amphibiorum Musei Zoologici Berolinensis. Namenverziechniss der in der zoologischen Sammlung der Königlichen Universität zu Berlin aufgestellten Arten von Reptilien und Amphibien nach ihren Ordnungen, Familien und Gattungen. Berlin.

## Öröksége
1841-ben Lichtenstein megkérte IV. Frigyes Vilmos porosz királyt, hogy adományozza a fácánvadászatra fenntartott telket Berlin városának; így megalkotta a Berlini Állatkertet és Lichtenstein volt az első igazgatója.
1844-ben a „Descriptiones animalium” című magazinban kiadta Johann Reinhold Forster több írását is.
Lichtenstein több új, addig ismeretlen madár-, hüllő- és kétéltűfajt írt le és nevezett meg.
1825-ben Coenraad Jacob Temminck holland zoológus és 1859-ben Giorgio Jan olasz herpetológus, Lichtenstein tiszteletére elnevezték róla a szudáni pusztaityúkot (Pterocles lichtensteinii), illetve a Causus lichtensteinii-t. A Lichtenstein-tehénantilop (Alcelaphus lichtensteinii) is az ő nevét viseli.

## Martin Hinrich Carl Lichtenstein által alkotott és/vagy megnevezett taxonok
Az alábbi linkben megnézhető Martin Hinrich Carl Lichtenstein taxonjainak egy része.

## Fordítás
- Ez a szócikk részben vagy egészben  a   Hinrich Lichtenstein című angol Wikipédia-szócikk ezen változatának fordításán alapul.  Az eredeti cikk szerkesztőit annak laptörténete sorolja fel. Ez a jelzés csupán a megfogalmazás eredetét és a szerzői jogokat jelzi, nem szolgál a cikkben szereplő információk forrásmegjelöléseként.